# Melapedalion
Melapedalion is een monotypisch geslacht van straalvinnige vissen uit de familie van halfsnavelbekken (Hemiramphidae).

## Soort
- Melapedalion breve (Seale, 1910)